# ساختمان مک‌گرو هیل

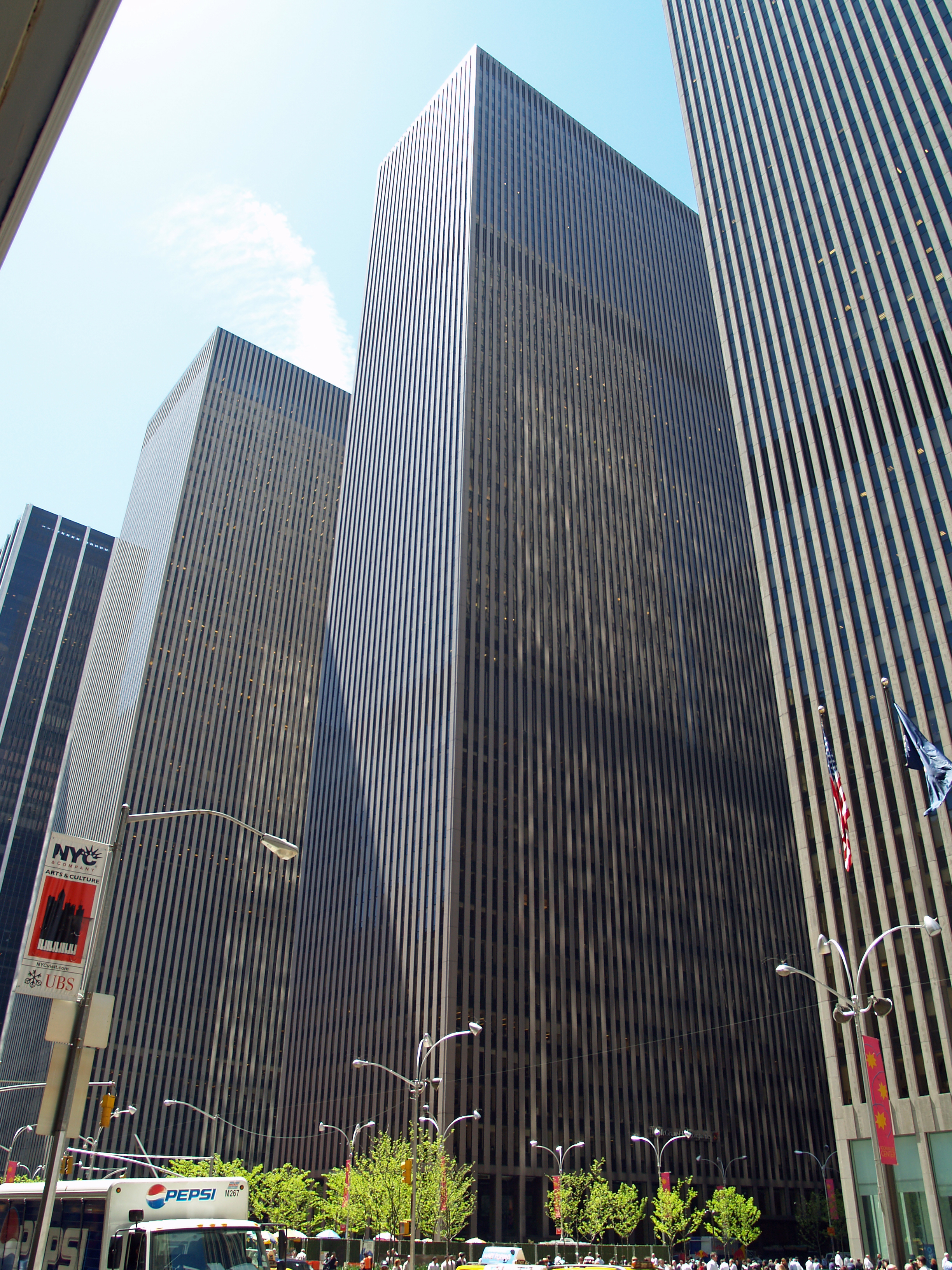
ساختمان مک‌گروهیل(ساختمان وسطی) در منهتن، نیویورک

ساختمان مک‌گروهیل (به انگلیسی: McGraw-Hill Building) یک آسمان‌خراش است که در سال ۱۹۶۹ میلادی در خیابان ششم منهتن، در نیویورک، در ایالات متحده آمریکا ساخته شده‌است. این ساختمان سومین ساختمان در منهتن است که نام مک‌گروهیل دارد. همچنین این ساختمان یکی از ساختمان‌های مرکز راکفلر سنتر محسوب می‌شود. این ساختمان که ۲۰۵ متر ارتفاع و ۵۱ طبقه دارد محل دفتر مرکزی مک‌گرو هیل می‌باشد.
ساخت این آسمان‌خراش که مدت ۳ سال به طول انجامید از ۱۹۶۶ آغاز و در ۱۹۶۹ خاتمه یافت.
در ۱۵ اکتبر ۱۹۹۹ شخصی به نام نیکولاس وایت که یکی از کارمندان ساختمان بود به مدت ۴۱ ساعت به رغم وجود سیستم‌های مونیتورینگ، در داخل یکی از آسانسورها که دچار خرابی شده بود، محبوس شد.

## نگارخانه

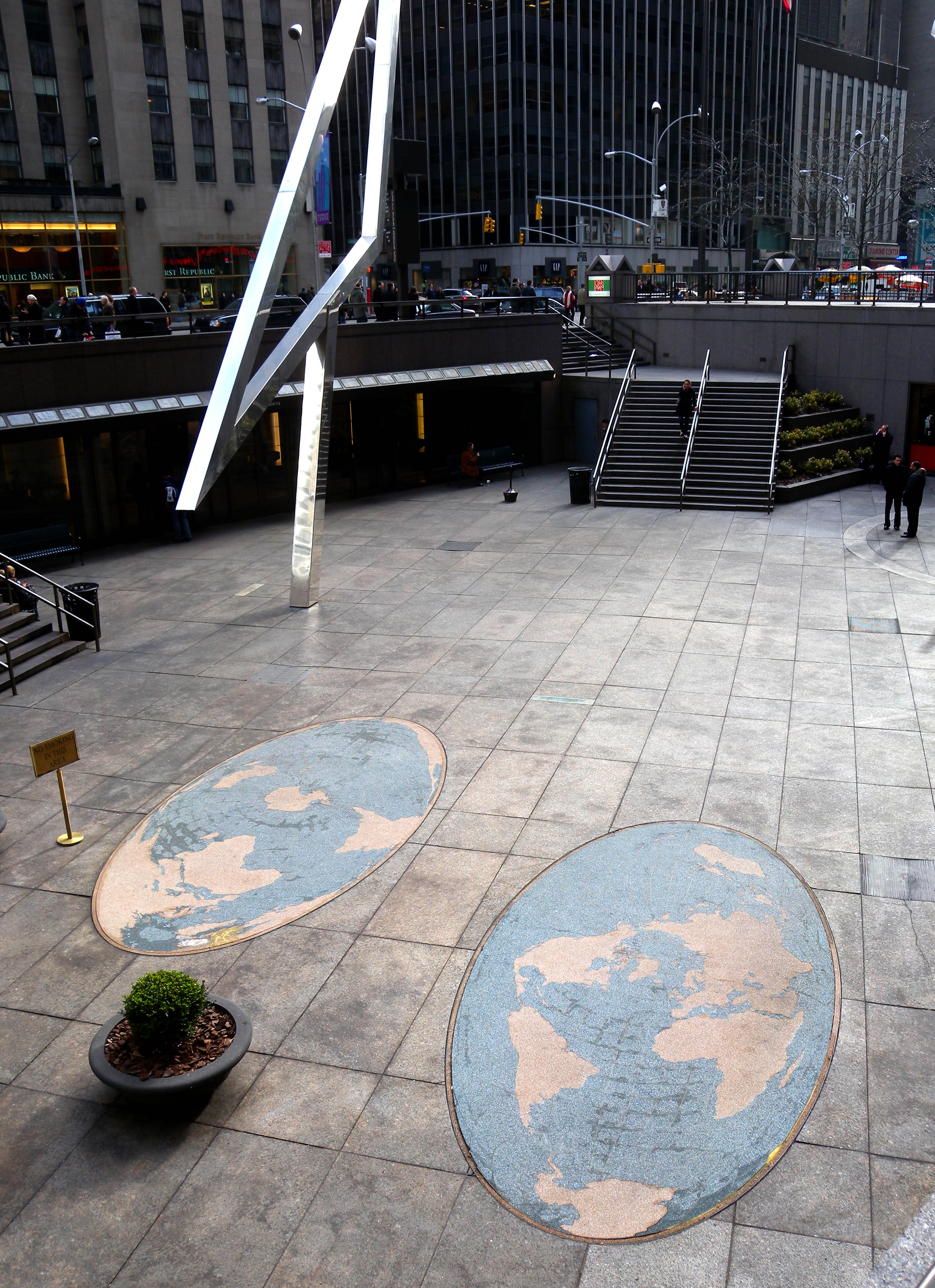
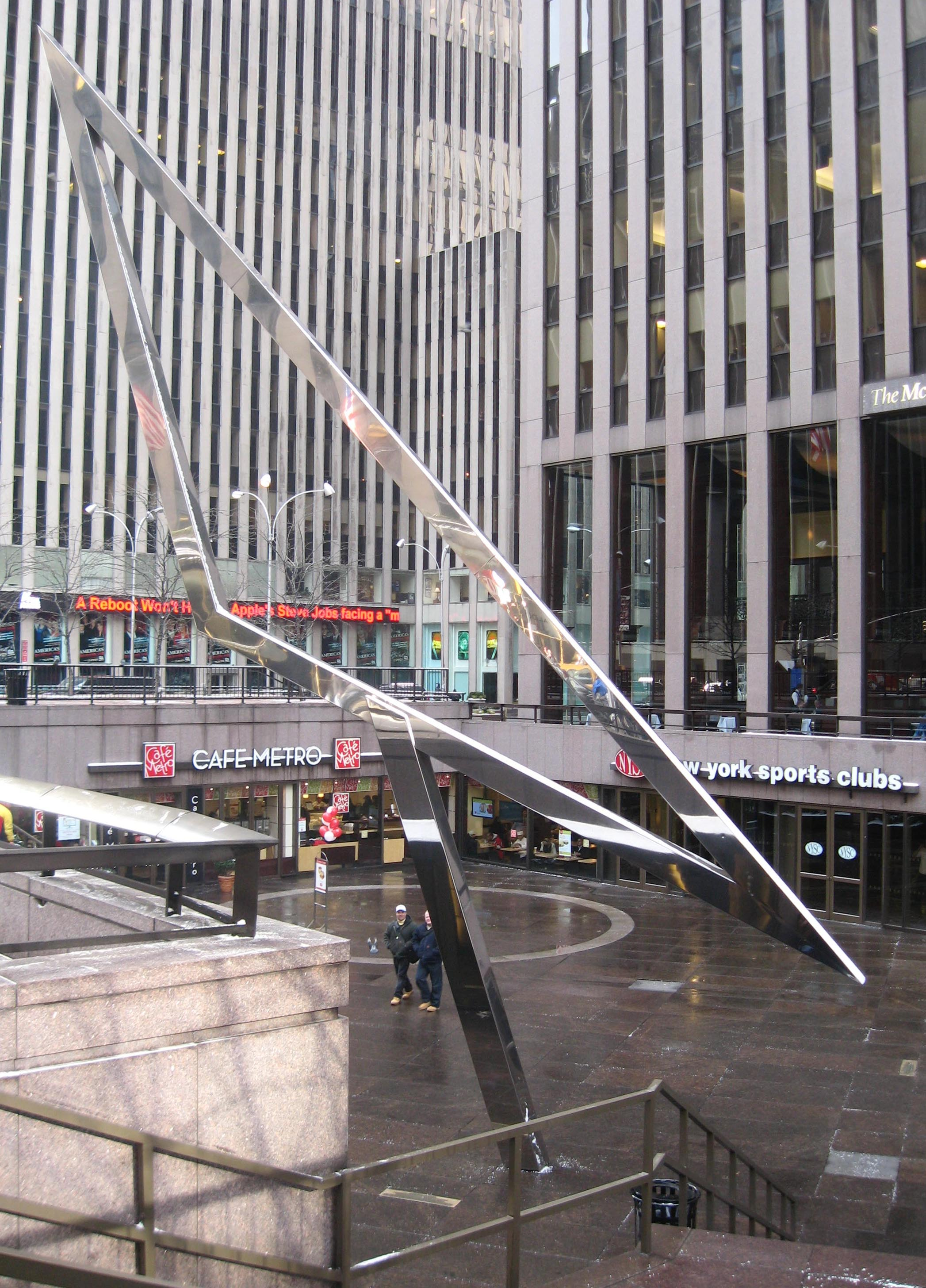